# هنري كليري
هنري كليري (بالإنجليزية: Henry Cleary)‏ هو قسيس نيوزيلندي، ولد في 15 يناير 1849، وتوفي في 9 ديسمبر 1929.